# Apion (rodzaj)

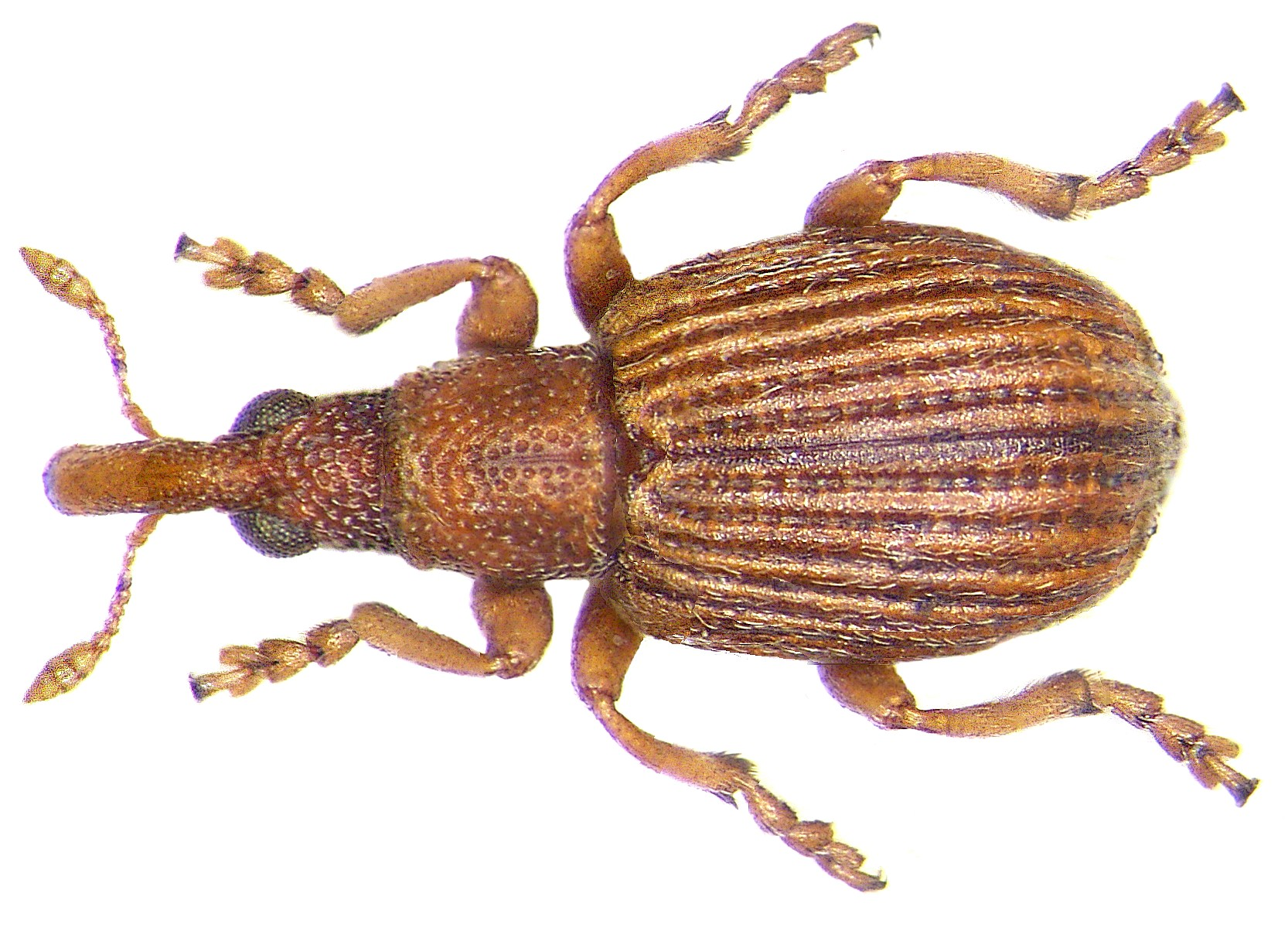
Apion cruentatum

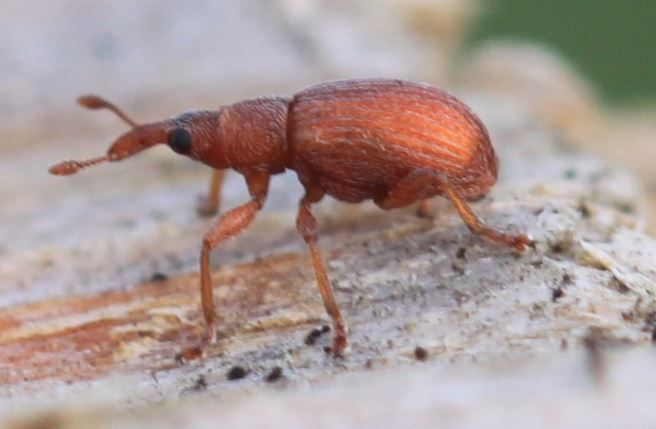
Apion rubiginosum

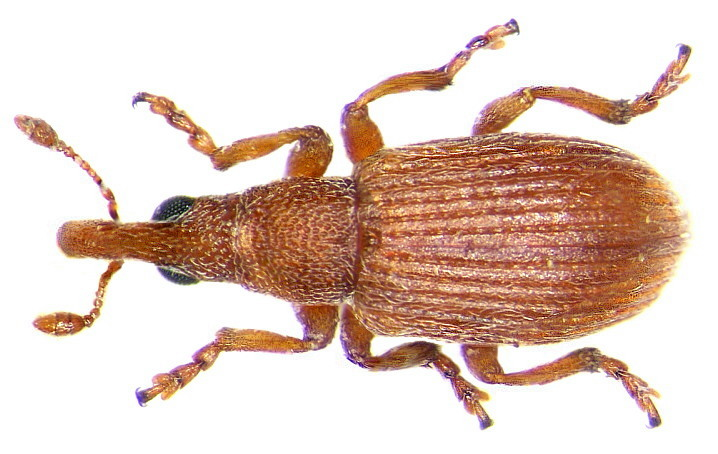
Apion haematodes

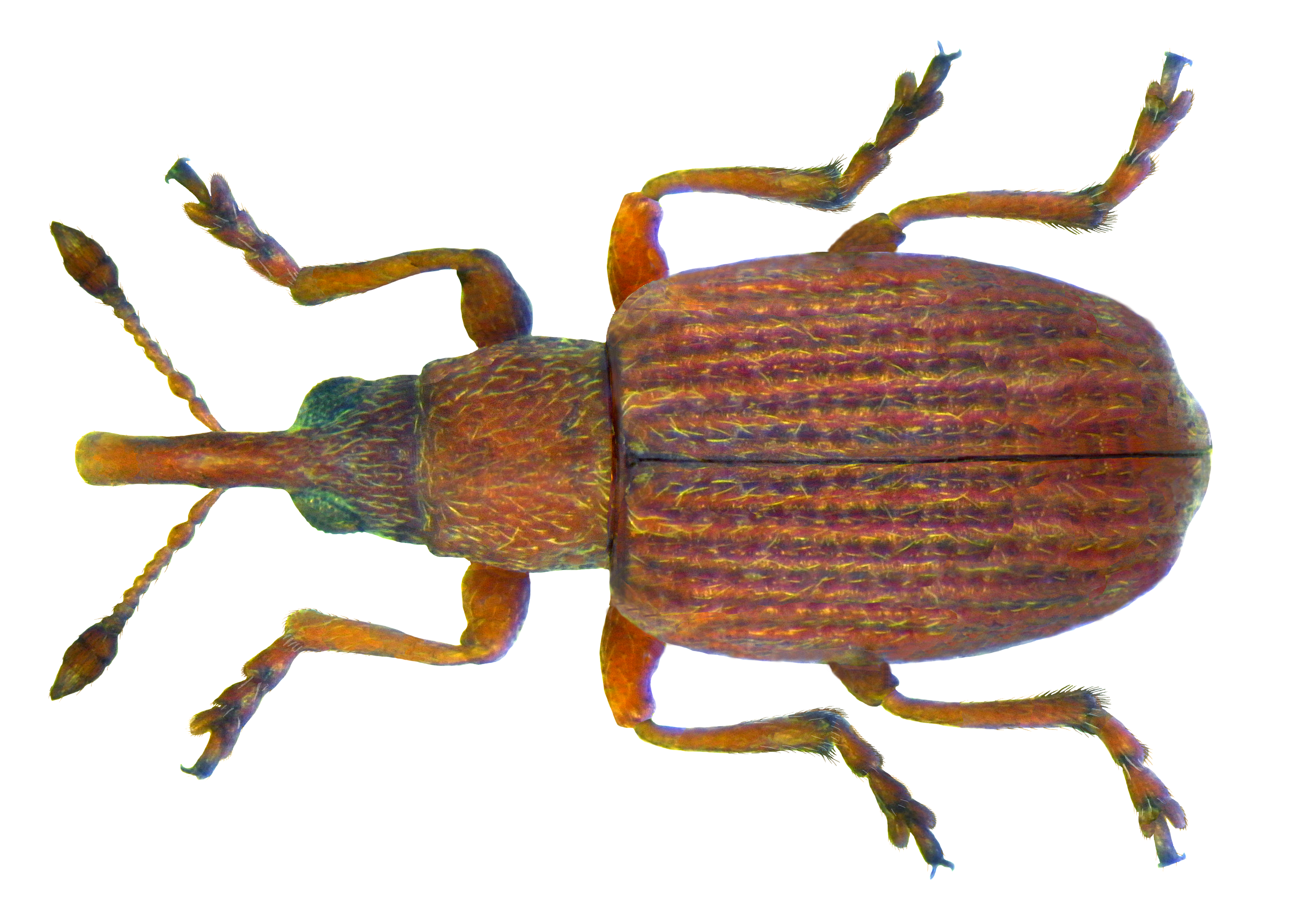
Apion rubens

Apion – rodzaj chrząszczy z rodziny pędrusiowatych, podrodziny Apioninae i plemienia Apionini. Należą tu drobne chrząszcze o zwykle jednolitym ubarwieniu. Larwy i imagines żerują na rdestowatych.

## Morfologia
Chrząszcze o ciele długości od 2,2 do 4,5 mm. Ubarwienie mają czerwonawe do rdzawego z czarnymi oczami, pazurkami, a czasem też tergitami odwłoka. Oskórek porastają włoski (włosowate łuski), które na przedpleczu skierowane są dośrodkowo, a na międzyrzędach pokryw ustawione są w dwóch lub trzech szeregach.
Głowę cechują: płaskie czoło o punktowanej lub punktowanej i rowkowanej powierzchni, okrągłe i w przeciętnym lub silnym stopniu wysklepione oczy, niskie, nie wykraczające poza środek oka, ku tyłowi nieco zbieżne kile podoczne oraz osadzone w około 0,3–0,4 długości ryjka czułki o niemal wrzecionowatych, od 2 do 2,5 raza dłuższych niż szerszych buławkach. Prosty do zakrzywionego ryjek ma na spodzie niezbyt głębokie, bruzdowate, ku tyłowi zanikające rowki. Długość ryjka u samca wynosi od 0,73 do 1 długości przedplecza, a u samicy od 0,76 do 1,15 długości przedplecza.
Długość przedplecza wynosi od 0,8 do 1 jego szerokości. Boki ma w tylnej połowie mniej lub bardziej równoległe, a w przedniej lekko ku przodowi zbieżne, tylną krawędź zaś prostą. Na powierzchni przedplecza występuje gęste i głębokie punktowanie a wąski dołek przedtarczkowy jest słabo zaznaczony. Kształt nagiej tarczki jest trójkątny do prawie kwadratowego, zawsze na szczycie zaokrąglony. Podługowato-owalne, najszersze pośrodku pokrywy mają wykształcone barki i węższe od międzyrzędów rzędy. Wyspecjalizowana szczecinka wyrasta na wierzchołku międzyrzędu dziewiątego. Biodra środkowej pary nie stykają się ze sobą. Szeroko-trójkątny, obrzeżony wyrostek zapiersia nie jest odgraniczony od jego pozostałej powierzchni wciskiem, a przednia listewka zapiersia jest delikatnie wykształcona. Odnóża zwieńczone są pazurkami o małych, ostrych ząbkach. U samca golenie są nieuzbrojone.
Odwłok ma pierwszy z widocznych sternitów przeciętnie sklepiony i 1,6 raza dłuższy od następnego, a piąty na tylnej krawędzi zaokrąglony u samicy i ścięty u samca. Wierzchołkowa krawędź pygidium u samca jest zaokrąglona. Genitalia samca odznaczają się tegmenem o bardzo płytkim pośrodkowym wcięciu oddzielającym płaty parameroidalne, sięgającym nie dalej niż na 1/6 ich długości; każdy z tych płatów ma 4 lub 5 długich makroszczecinek oraz bardzo krótką wierzchołkową część błoniastą z mikroszczecinkami. Okienka są bocznie położone i szeroko rozstawione, słabo zaznaczone, niekiedy całkiem zanikłe. Stawowo z wolnym pierścieniem połączone prostegium ma wysoki pośrodkowy kil przedłużony nasadowo w palcowatą wypustkę. Walcowaty, rzadko silnie spłaszczony, niezbyt zakrzywiony płat środkowy edeagusa (prącie) ma szczyt w widoku boczny odgięty z ząbkowato wystającymi krawędziami boczno-grzbietowymi płytki wierzchołkowej, a w widoku grzbietowym zaostrzony. 

## Ekologia i występowanie
Owady te są fitofagami rdestowatych. Do ich roślin żywicielskich należą kandymy, rdesty, szczawie oraz przedstawiciele rodzaju Atraphaxis. Endofitofagiczne, minujące larwy przechodzą rozwój wewnątrz łodyg, szyjek korzeniowych i korzeni roślin pokarmowych.
Rodzaj głównie palearktyczny. 11 gatunków stwierdzono w Azji, 9 w Europie, a 8 w Afryce Północnej. Z Polski odnotowano pięć gatunków (zobacz: pędrusiowate Polski).

## Taksonomia
Takson ten wprowadzony został w 1797 roku przez Johanna F.W. Herbsta. Dawniej traktowany był jako jedyny rodzaj monotypowej rodziny pędrusiowatych i obejmował ponad 1300 gatunków skupionych w licznych podrodzajach. Później podrodzaje te wyniesiono do rangi osobnych rodzajów i przemieszczano między nimi gatunki, a rodzinę dzielono na podrodziny, plemiona, podplemiona lub obniżano jej rangę do podrodziny i wprowadzano kategorię nadplemienia.
Współcześnie do rodzaju Apion zalicza się gatunki:

- Apion amabile Lea, 1899
- Apion anarchajense Ter-Minasian, 1971
- Apion arcticum Korotyaev, 1988
- Apion astri Lea, 1926
- Apion basiinflatum Lea, 1926
- Apion binotatum Lea, 1899
- Apion carpophagum Lea, 1899
- Apion carrorum Anderson & Alonso-Zarazaga, 2019
- Apion comosum Pascoe, 1874
- Apion condensatum Lea, 1899
- Apion convexipenne Lea, 1910
- Apion crotalariae (Fabricius, 1801)
- Apion cruentatum Walton, 1844
- Apion dellabeffae Schatzmayr, 1921
- Apion distincticolle Desbrochers des Loges, 1870
- Apion femorale (Fabricius, 1801)
- Apion foveicolle Lea, 1899
- Apion frumentarium (Linnaeus, 1758)
- Apion fuscosuturale Lea, 1899
- Apion gallicola Ter-Minasian, 1971
- Apion graecum Desbrochers des Loges, 1897
- Apion haematodes Kirby, 1808
- Apion henoni Abeille de Perrin, 1894
- Apion hoblerae Lea, 1915
- Apion immundum Lea, 1899
- Apion integricolle Lea, 1899
- Apion longithorax Desbrochers des Loges, 1889
- Apion melvillense Lea, 1926
- Apion microscopicum Lea, 1910
- Apion nigrosuturale Lea, 1910
- Apion nigroterminale Lea, 1915
- Apion orthodoxum Lea, 1926
- Apion pavocastaneum Lea, 1926
- Apion philanthum Lea, 1899
- Apion pictipes Lea, 1926
- Apion pilistriatum Lea, 1910
- Apion pudicum Lea, 1899
- Apion pulicare Pascoe, 1874
- Apion quadricolor Lea, 1926
- Apion rivulare Lea, 1926
- Apion rubens Walton, 1837
- Apion rubiginosum Grill, 1893
- Apion rubroflavum Bajtenov, 1981
- Apion solani Lea, 1899
- Apion strigipenne Schilsky, 1902
- Apion subopacum Lea, 1910
- Apion tasmanicum Lea, 1910
- Apion teretirostre Lea, 1899
- Apion terraereginae Blackburn, 1892
- Apion turbidum Lea, 1910

Ponadto kilkanaście gatunków wciąż nie zostało przeniesionych do innych rodzajów, mimo że ich przynależność do omawianego taksonu jest wątpliwa. Są to:
- Apion agyrtinum Gistel, 1857
- Apion coeruleum Herbst, 1797
- Apion curtisii Curtis, 1840
- Apion excellens Wagner, 1906
- Apion insolens Faust, 1898
- Apion litigiosum Wencker, 1864
- Apion nigrocyaneum Beguin-Billecocq, 1909
- Apion parpanense Rühl, 1885
- Apion strobilanthi Desbrochers des Loges, 1890